# Vellinge kommun
Vellinge kommun är en kommun i Skåne län, i före detta Malmöhus län. Centralort är Vellinge. Kommunen ingår i Stormalmö.
Söderslätt inbegriper kommunens inland, vilket genomgående utgörs av utpräglad jordbruksbygd. Längs kusten består landskapet av strandängar, hedmarker, dynstränder, laguner, sandrevlar och grunda kustvatten. Kommunen är traditionellt en pendlingskommun med stor negativ nettopendling. I början av 2020-talet fanns ungefär 70 procent av kommunens arbetstillfällen inom tjänste- och servicenäringarna. 
Sedan kommunen bildades 1971 och fram till början av 2020-talet har befolkningen nära tredubblats. Från 1988 till 2022 hade Moderaterna egen majoritet i kommunfullmäktige.

## Administrativ historik
Kommunens område motsvarar socknarna Arrie, Eskilstorp, Gessie, Håslöv, Hököpinge, Mellan-Grevie, Räng, Stora Hammar, Södra Åkarp, Vellinge, Västra Ingelstad och Östra Grevie. I dessa socknar bildades vid kommunreformen 1862 landskommuner med motsvarande namn. I området fanns även Skanör med Falsterbo stad som 1863 bildade en stadskommun.
Den 2 oktober 1908 inrättades Vellinge municipalsamhälle i Vellinge landskommun.
Vid kommunreformen 1952 bildades storkommunerna Månstorp (av de tidigare kommunerna Arrie, Mellan-Grevie, Södra Åkarp, Törringe, Västra Ingelstad, Västra Kärrstorp och Östra Grevie), Räng (av Håslöv, Räng och Stora Hammar) och Vellinge (av Eskilstorp, Gessie, Hököpinge och Vellinge) medan Skanör med Falsterbo stad förblev oförändrad. Vellinge municipalsamhälle upplöstes vid utgången av 1954.
Vellinge kommun bildades vid kommunreformen 1971 genom en ombildning av Vellinge landskommun. Samtidigt bildades Skanör med Falsterbo kommun av Skanör med Falsterbo stad, Rängs kommun av Rängs landskommun och Månstorps kommun av Månstorps landskommun.  1974 införlivades i Vellinge kommun Skanör med Falsterbo kommun, Rängs kommun och delar ur Månstorps kommun (Arrie, Mellan-Grevie, Södra Åkarps, Västra Ingelstads, och Östra Grevie församlingar).
Kommunen ingick från bildandet till 2005 i Trelleborgs domsaga och kommunen ingår sedan 2005 i Malmö domsaga.

## Geografi
Kommunen är belägen i de sydvästra delarna av landskapet Skåne och gränsar i öst till Trelleborgs kommun, i nordöst till Svedala kommun och i norr till Malmö kommun, alla i före detta Malmöhus län. I väster ligger Öresund och i söder Östersjön.

### Topografi och hydrografi
Söderslätt inbegriper kommunens inland, vilket genomgående utgörs av utpräglad jordbruksbygd.  Berggrunden består av kalksten, klädd med ett lager av bördiga och uppodlade kalk- och lerhaltiga moränjordar. Det sydvästskånska backlandskapet med kullar och småsjöar når in i Vellinge i nordöst. Längs kusten består landskapet av  strandängar, hedmarker, dynstränder, laguner, sandrevlar och grunda kustvatten. I västra delen av kommunen, på Falsterbonäset, finns ett område med lagun- och sandrevellandskap, vilket saknar svensk motsvarighet.

### Naturskydd
Rikt fågelliv likväl som förekomster av knubb- och gråsäl har gjort att stora områden utmed kusten är skyddade som naturreservat. År 2022 fanns 11 naturreservat i kommunen som totalt utgjorde 62,8 procent av kommunens yta. Det äldsta, Gavelsbjer, bildades 1956 och finns på Söderslätten. Där växer en torrängsflora, med arter som praktnejlika och backsippa. Fem områden var klassade som Natura 2000-områden, varav den största delen även var skyddade som naturreservat.

### Administrativ indelning

#### Kommundelar
Kommunen är indelad I fyra kommundelar– Vellinge, Månstorp, Räng och Skanör med Falsterbo.

#### För befolkningsrapportering
Fram till 2016 var kommunen för befolkningsrapportering indelad i tre församlingar – Höllvikens församling, Skanör-Falsterbo församling och Vellinge-Månstorps församling.

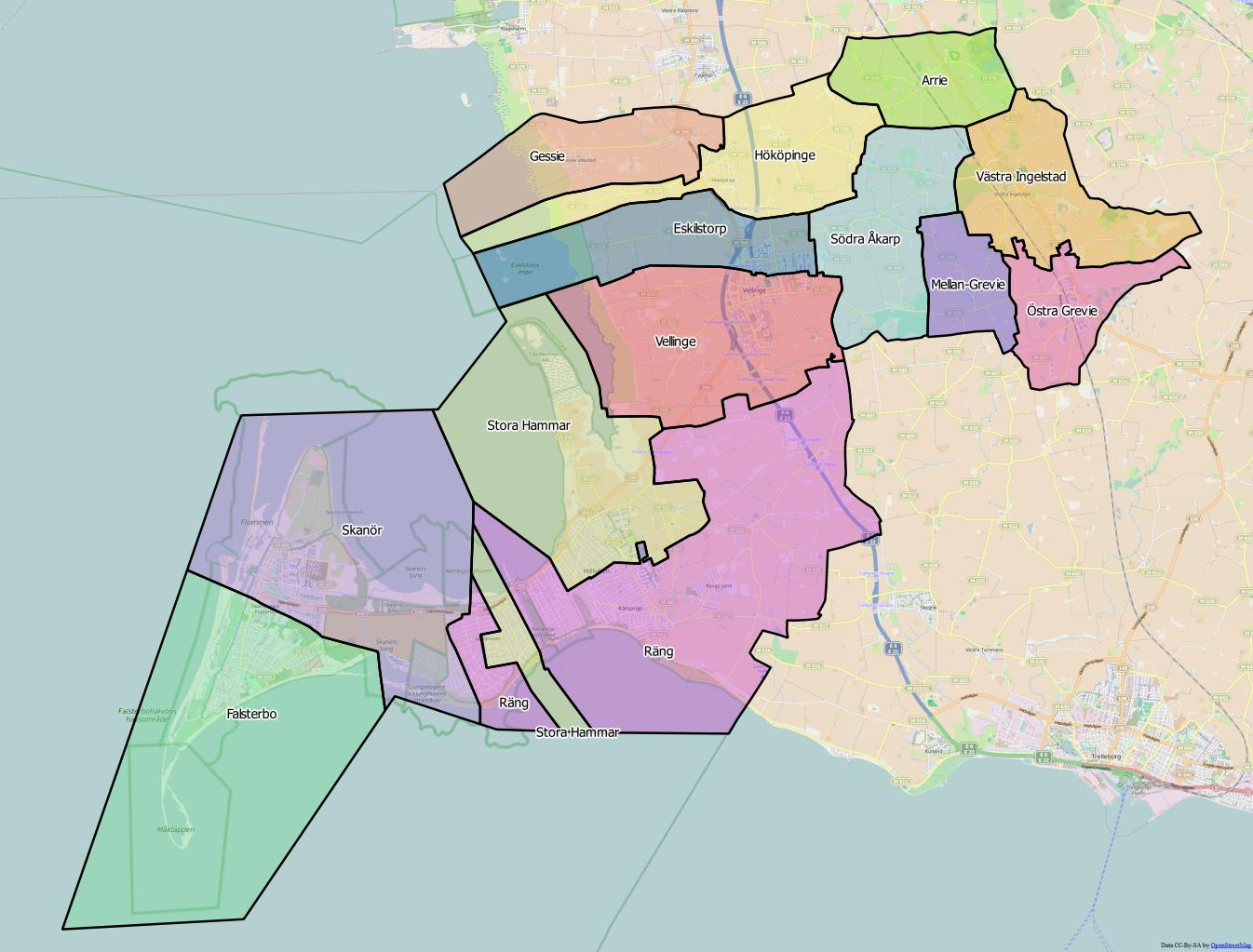
Distrikt inom Vellinge kommun

Från 2016 indelas kommunen istället i 13 distrikt – Arrie, Eskilstorp, Falsterbo, Gessie, Hököpinge, Mellan-Grevie, Räng, Skanör, Stora Hammar, Södra Åkarp, Vellinge, Västra Ingelstad och Östra Grevie.

### Tätorter
Det finns åtta tätorter i Vellinge kommun.
I tabellen presenteras tätorterna i storleksordning per den 31 december 2015. Centralorten är i fet stil.
| Nr | Tätort               | Befolkning |
| -- | -------------------- | ---------- |
| 1  | Höllviken            | 14 889     |
| 2  | Skanör med Falsterbo | 7 077      |
| 3  | Vellinge             | 6 496      |
| 4  | Hököpinge            | 1 164      |
| 5  | Västra Ingelstad     | 824        |
| 6  | Östra Grevie         | 758        |
| 7  | Gessie villastad     | 539        |
| 8  | Arrie                | 212        |

## Styre och politik

### Styre
Största parti i kommunfullmäktige har varit Moderaterna sedan valet 1976. I valen 1970 och 1973 var Socialdemokraterna större, och partiet hade egen majoritet i valet 1970. Valet 1970 avsåg dock endast området som den tidigare Vellinge landskommun fick 1952. Moderaterna har haft egen majoritet i fullmäktige sedan kommunvalet 1988. Näst största parti i kommunfullmäktige var Centerpartiet i valet 1970, Moderaterna i valet 1973, Socialdemokraterna i valen 1976-2006 samt Folkpartiet/Liberalerna i valen 2010 och 2014.
Sju av åtta nuvarande riksdagspartier har funnits representerade i Vellinge kommunfullmäktige, och efter valet 2014 var fem av de åtta riksdagspartierna representerade. Vänsterpartiet har aldrig varit representerade i kommunfullmäktige, Centerpartiet var representerade i valen 1970-2006 och Kristdemokraterna i valen 1973 och 1991-2010. Av de nuvarande representerade riksdagspartierna har Socialdemokraterna, Liberalerna och Moderaterna alltid varit representerade sedan valet 1970, Miljöpartiet sedan valet 1982 (förutom efter valet 2006) och Sverigedemokraterna sedan valet 2010. Andra partier som representerats i kommunfullmäktige är SPI – Sveriges pensionärers intresseparti efter valen 1998-2006, Skånepartiet efter valet 1985, Vellingepartiet efter valen 1988-1991 och Nya Listan i Vellinge efter valen 2010 och 2014 (NLV gick i samband med valet 2018 ihop med Centerpartiet).
I kommunvalet 2014 hade Vellinge kommun det näst högsta valdeltagandet i hela landet (Lomma kommun hade högst valdeltagande). Dessutom var Vellinge kommunen med högst andel röster för Moderaterna. Kommun styrdes då av Moderaterna i egen majoritet. Efter valet 2018 fortsatte Moderaterna att styra kommunen med 26 mandat av 51.

### Kommunfullmäktige

#### Presidium
2006 införde Vellinge kommun titeln borgmästare för kommunfullmäktiges ordförande Göran Holm.
| Presidium 2022–2026    | Presidium 2022–2026 | Presidium 2022–2026 |
| ---------------------- | ------------------- | ------------------- |
| Ordförande             | M                   | Anna Mannfalk       |
| Förste vice ordförande | M                   | Synnöve Frick       |
| Andre vice ordförande  | SD                  | Kristian Svensson   |

#### Lista över kommunfullmäktiges ordförande
| Namn | Namn          | Från         | Till         | Politisk tillhörighet |
| ---- | ------------- | ------------ | ------------ | --------------------- |
|      | Göran Holm    | 2006         | Oktober 2010 | Moderaterna           |
|      | Tommy Larsson | Oktober 2010 | Oktober 2018 | Moderaterna           |
|      | Anna Tinglöf  | Oktober 2018 |              | Moderaterna           |

#### Mandatfördelning 1970–2022
| 18 | 8 | 4 | 5 |

| 28 | 7 |

| 16 | 13 | 4 |  | 15 |

| 40 | 9 |

| 15 | 11 | 7 | 16 |

| 37 | 12 |

| 14 | 8 | 7 | 20 |

| 36 | 13 |

| 14 |  | 7 | 3 | 24 |

| 36 | 13 |

| 12 |  |  | 6 | 5 | 24 |

| 36 | 13 |

| 10 | 3 |  | 4 | 4 | 27 |

| 34 | 15 |

| 8 |  |  | 4 | 4 |  | 30 |

| 32 | 17 |

| 10 |  | 4 | 3 |  | 30 |

| 31 | 18 |

| 7 |  |  | 2 | 2 | 2 | 34 |

| 33 | 16 |

| 7 |  |  |  | 4 | 2 | 33 |

| 35 | 14 |

| 6 |  |  | 4 | 2 | 35 |

| 33 | 16 |

| 5 |  | 3 | 4 | 8 |  | 28 |

| 33 | 18 |

| 6 | 3 | 6 | 3 | 7 | 26 |

| 31 | 20 |

| 4 |  | 7 | 4 | 7 |  | 26 |

| 34 | 17 |

| 4 |  | 8 | 3 | 9 | 3 | 22 |

| 24 | 27 |

### Nämnder

#### Kommunstyrelse
| Presidium 2022–2026    | Presidium 2022–2026 | Presidium 2022–2026 |
| ---------------------- | ------------------- | ------------------- |
| Ordförande             | M                   | Carina Wutzler      |
| Förste vice ordförande | M                   | Martin von Gertten  |
| Andre vice ordförande  | SD                  | Karl-Johan Persson  |

Källa:

#### Lista över kommunstyrelsens ordförande
| Namn | Namn                 | Från        | Till          | Politisk tillhörighet |
| ---- | -------------------- | ----------- | ------------- | --------------------- |
|      | Göran Holm           | 1981        | 2005          | Moderaterna           |
|      | Lars-Ingvar Ljungman | 2006        | 30 april 2014 | Moderaterna           |
|      | Carina Wutzler       | 1 maj 2014- |               | Moderaterna           |

#### Övriga nämnder
| Nämnd                      | Ordförande | Ordförande         | Förste vice ordförande | Förste vice ordförande | Andre vice ordförande | Andre vice ordförande |
| -------------------------- | ---------- | ------------------ | ---------------------- | ---------------------- | --------------------- | --------------------- |
| Miljö- och byggnadsnämnden | M          | Gustaf Schyllert   | M                      | Elisabeth Tedestål     | SD                    | Christine Andersson   |
| Tekniska nämnden           | M          | Martin von Gertten | M                      | Hans Cedergren         | SD                    | Kristian Svensson     |
| Omsorgsnämnden             | M          | Mavis Zander       | M                      | Charlotte Wannius-Falk | SD                    | Lena Henrikson        |
| Utbildningsnämnden         | M          | Margareta Olsson   | M                      | Victoria Bergstrand    | SD                    | Nicklas Lindén        |
| Valnämnden                 | M          | Lars Olin          | M                      | Jesper von Wowern      | SD                    | Per-Erik Hennings     |

### Vänorter
- Dragørs kommun, Danmark
- Kreis Grimmen, Tyskland

## Ekonomi och infrastruktur

### Näringsliv
Kommunen är traditionellt en pendlingskommun med stor negativ nettopendling. År 2018 pendlade 11 611 personer ut från kommunen, varav 66 procent pendlade till Malmö.
I början av 2020-talet fanns ungefär 70 procent av kommunens arbetstillfällen inom tjänste- och servicenäringarna, branscher som dominerar det lokala näringslivet. Det är också inom de branscherna som de större företagen i kommunen fanns. Jordbruket stod endast för omkring tre procent av arbetstillfällena trots att kommunen är belägen inom ett utpräglat jordbruksområde.
År 2019 fanns 4 848 företag, varav 4416 var småföretag, det vill säga sådana som sysselsätter under 50 personer. Kommunen är känd för sitt goda företagsklimat, den har exempelvis blivit placerad på topplaceringar i Svenskt Näringslivs kommun-SM tre år i rad.

### Infrastruktur

#### Transporter
Kommunen genomkorsas i nord-sydlig riktning av E6/E22 varifrån länsväg 100 tar av åt sydväst i Vellinge mot Höllviken, Ljunghusen, Skanör och Falsterbo. Genom kommunens nordöstra del löper länsväg 101 parallellt med järnvägen Kontinentalbanan som trafikeras av Pågatågens regiontåg med stopp i Västra Ingelstad och Östra Grevie.

#### Utbildning
Kommunen har nio grundskolor och högstadium finns på samtliga. Det finns även fem fristående grundskolor.  Vellinge rankades som Sveriges bästa skolkommun av Lärarförbundet mellan 2014 och 2018. Därefter ändrades kriterierna, bland annat för att kommuner med hög utbildningsbakgrund hos föräldrarna inte skulle gynnas då detta ansågs vara en av de viktigaste faktorerna bakom elevernas höga resultat.
I Vellinge finns en gymnasieskola, Sundsgymnasiet. Därutöver finns ett samverkansavtal med kommunerna i Skåne och västra Blekinge, dit elever har rätt att söka utbildning.
Utbildning för vuxna bedrivs vid Vellinge lärcenter. År 2021 var andelen personer i åldersgruppen 25-64 år med minst tre års eftergymnasial utbildning 37,6 procent, vilket var högre än motsvarande siffra för riket som låg på 29,6 procent.

## Befolkning

### Demografi

#### Befolkningsutveckling
| Befolkningsutvecklingen i Vellinge kommun 1810–2020 | Befolkningsutvecklingen i Vellinge kommun 1810–2020 | Befolkningsutvecklingen i Vellinge kommun 1810–2020 | Befolkningsutvecklingen i Vellinge kommun 1810–2020 | Befolkningsutvecklingen i Vellinge kommun 1810–2020 |
| --------------------------------------------------- | --------------------------------------------------- | --------------------------------------------------- | --------------------------------------------------- | --------------------------------------------------- |
|                                                     |                                                     |                                                     |                                                     |                                                     |
| År                                                  |                                                     |                                                     | Folkmängd                                           |                                                     |
| 1810                                                | 1810                                                |                                                     | 5 001                                               |                                                     |
| 1850                                                | 1850                                                |                                                     | 8 625                                               |                                                     |
| 1900                                                | 1900                                                |                                                     | 8 442                                               |                                                     |
| 1950                                                | 1950                                                |                                                     | 8 783                                               |                                                     |
| 1960                                                | 1960                                                |                                                     | 8 108                                               |                                                     |
| 1970                                                | 1970                                                |                                                     | 13 112                                              |                                                     |
| 1980                                                | 1980                                                |                                                     | 23 190                                              |                                                     |
| 1990                                                | 1990                                                |                                                     | 27 876                                              |                                                     |
| 2000                                                | 2000                                                |                                                     | 30 516                                              |                                                     |
| 2010                                                | 2010                                                |                                                     | 33 303                                              |                                                     |
| 2020                                                | 2020                                                |                                                     | 36 915                                              |                                                     |

#### Utländsk bakgrund
Den 31 december 2014 utgjorde antalet invånare med utländsk bakgrund (utrikes födda personer samt inrikes födda med två utrikes födda föräldrar) 3 263, eller 9,57 % av befolkningen (hela befolkningen: 34 110 den 31 december 2014).

#### Invånare efter de vanligaste födelseländerna
Följande länder är de 10 vanligaste födelseländerna för befolkningen i Vellinge kommun.
| Födelseland 31 december 2021 | Födelseland 31 december 2021     | Födelseland 31 december 2021 | Födelseland 31 december 2021                      | Födelseland 31 december 2021 |
| ---------------------------- | -------------------------------- | ---------------------------- | ------------------------------------------------- | ---------------------------- |
| Nr                           | Land                             | Antal                        | Andel                                             | Andel i hela riket           |
| 1                            | Sverige                          | 33 962                       | 90,68 %                                           | 80,00 %                      |
| 2                            | Danmark                          | 618                          | 1,65 %                                            | 0,37 %                       |
| 3                            | Polen                            | 323                          | 0,86 %                                            | 0,91 %                       |
| 4                            | Tyskland                         | 230                          | 0,61 %                                            | 0,51 %                       |
| 5                            | Storbritannien                   | 173                          | 0,46 %                                            | 0,31 %                       |
| 6                            | USA                              | 136                          | 0,36 %                                            | 0,23 %                       |
| 7                            | Norge                            | 122                          | 0,33 %                                            | 0,39 %                       |
| 8                            | Finland                          | 105                          | 0,28 %                                            | 1,31 %                       |
| 9                            | / SFR Jugoslavien/FR Jugoslavien | 100                          | 0,27 %                                            | 0,60 %                       |
| 10                           | Thailand                         | 99                           | align= right \| 0,26 % \|\| align=right \| 0,43 % |                              |

## Kultur

### Museum
I Kämpinge finns Bärnstensmuseet, som visar olika bärnstenar och bjuder på guidade turer. De flesta fynd som gjorts i Falsterbo och Skanör i samband med arkeologiska undersökningar i Falsterbo och Skanör återfinns Statens Historiska museum i Stockholm och på Historiska museet och Kulturen i Lund men Falsterbo museum har också en mängd fynd och byggnadsmodeller, vilka berättar mycket om orternas historia.Fotevikens Museum är ett kommunalt museum som med "sin vikingastad (är) ett arkeologiskt friluftsmuseum, med experimentell arkeologi och levande historia som huvuduppgift".

### Kulturarv

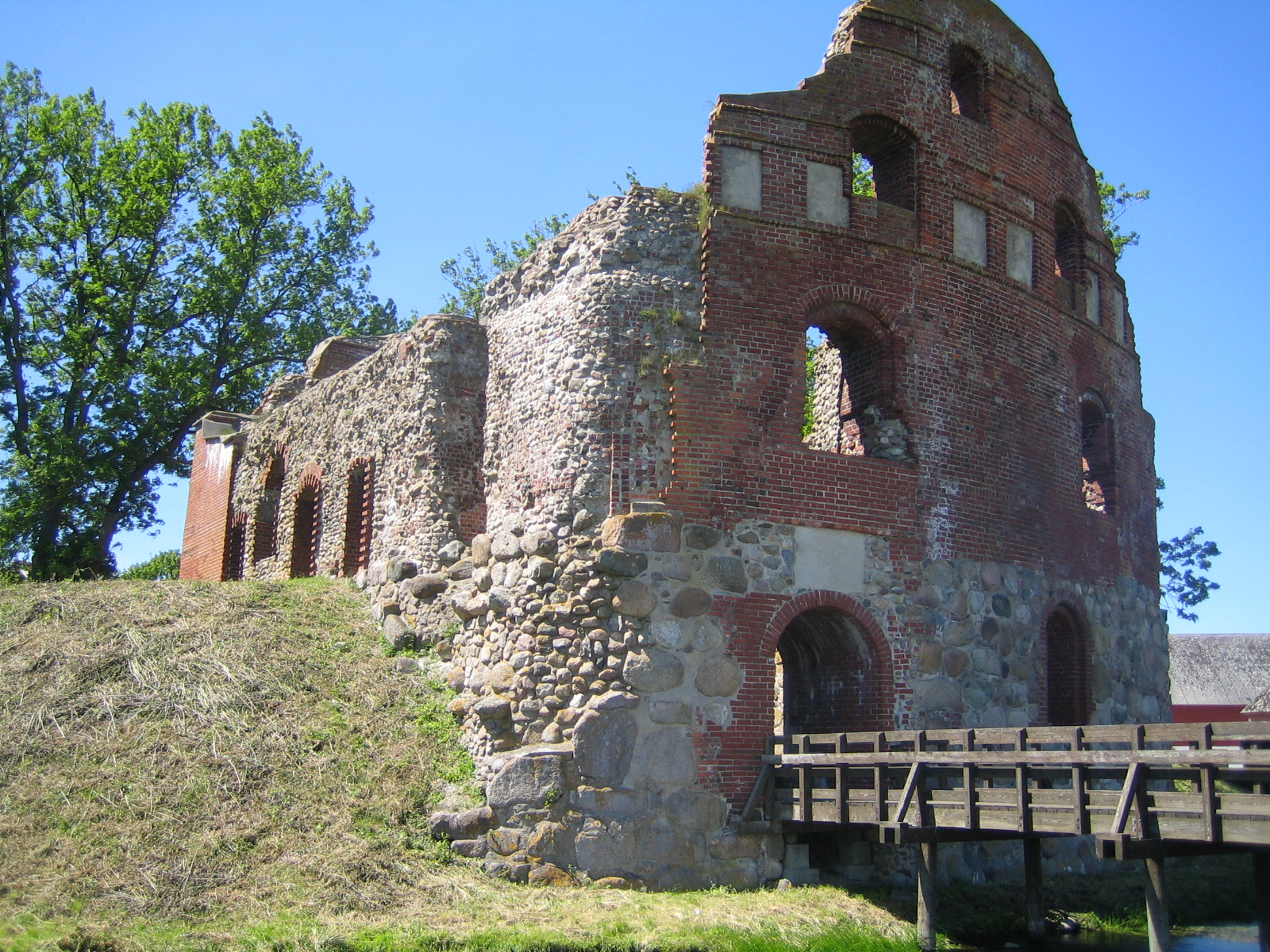
Månstorps gavlar

År 2022 fanns 284 fornlämningar som hittats i Vellinge kommun registrerade hos Riksantikvarieämbetet. På Söderslätt finns bronsåldersgravarna Bolmers högar och Skanörs borgruin finns norr om Skanörs kyrka. Nordens äldsta fyrplats, Kolabacken, har anor från 1200-talet och syftade till att leda skepp förbi Falsterborev. Andra kulturarv är  Falsterbohus, Månstorps gavlar, Skanörs rådhus och Falsterbo fyr.

### Kommunsymboler

#### Kommunvapen
Blasonering: I blå sköld en genomgående trappgavel av silver, belagd med ett blått möllejärn och nedan åtföljt av tre sillar av silver, ordnade två och en.
Vellinge kommunvapen skapades efter kommunbildningen på 1970-talet. Trappgaveln i vapnet erinrar om byggnadsstilen i området, möllejärnet symboliserar jordbruket och sillarna fisket. Vapnet påminner om det vapen som staden Skanör med Falsterbo hade fört. Vapnet registrerades hos PRV år 1975.

#### Kommunfågel

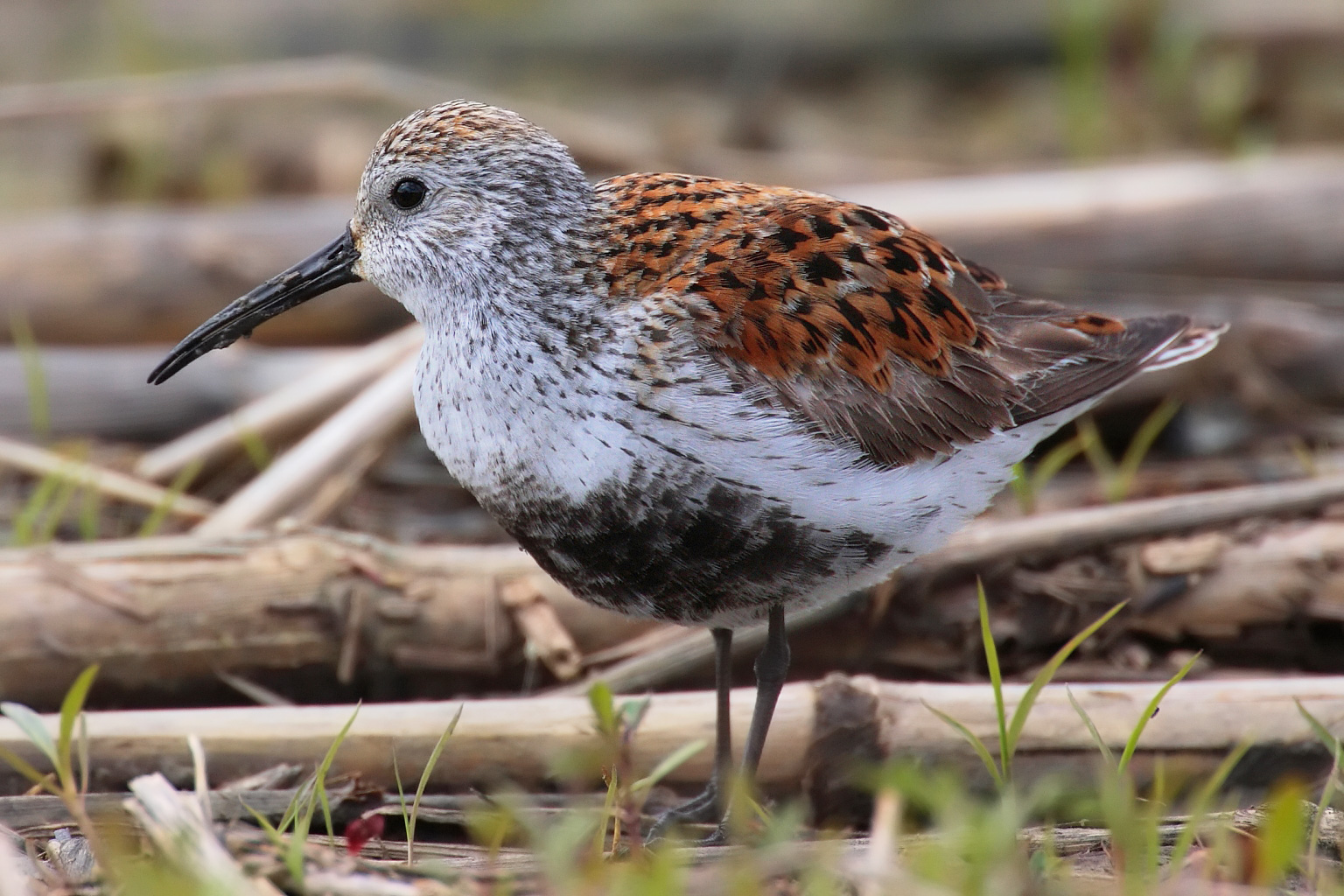
Kärrsnäppan är Vellinges kommunfågel.

### Sport
Kommunens äldsta idrottsförening är friidrottsföreningen IK Finish som bildades 1924 och har fostrat ett flertal ungdoms- junior- och seniorlandslagsfriidrottare. 
Det största idrottsevenemanget är Falsterbo Horse Show som årligen arrangeras i juli med över 60 000 besökare.
I kommunen finns även Höllvikens Innebandyförening som nått spel i högsta nationella serien.